# جلمة
جلمة إحدى مدن الجمهورية التونسية، وهي مركز لمعتمدية تابعة لولاية سيدي بوزيد, يبلغ عدد سكان مدينة جلمة 5405 ساكن حسب إحصائيات سنة 2004.
وبلدية جلمة بعثت في النصف الثاني من سبعينات القرن الماضي بعد ضم معتمدية جلمة التي كانت تنتمي إلى ولاية القصرين، إلى ولاية سيدي بوزيد المنبعثة سنة 1974 وكان ذلك بمجهود يوسف السايبي الذي ترأس البلدية كأول رئيس لها تلاه محمد الدربالي ثم الشاذلي العزوزي والأمجد العثماني ورضا الحرزالي ثم حاتم الدربالي (ابن محمد الدربالي).
من أهم أدباء مدينة جلمه وشعرائها شكري سلطاني، نصر سامي، الأمجد العثماني الذي يكتب باللغتين العربية والفرنسية، طارق زرائبية الذي يكتب بالأنقليزية، عبد الرزاق مسعودي، الأمين السعيدي، عادل حنزولي، عبد الرحمان عاشوري والطاهر عاشوري...
جلمة واحدة من أهم مشاتل الجمهورية لكرة القدم
في بداية الثمانينات بعث بها الأمجد العثماني مهرجانا وقد كان مديرا لدار الثقافة اطلق عليه في بداية التسعينات رسميا مسمى "مهرجان سيلما للمياه".

## الرياضة
كرة القدم هي الرياضة الأكثر ممارسة ومتابعة من قبل سكان هذه المدينة. وفريق النسر الرياضي بجلمة لكرة القدم هو النادي الوحيد الذي يمثل مدينة جلمة. و قد تأسس هذا الفريق سنة 1959 و يلعب بالاقسام السفلى للدوري التونسي. يعتبر هذا الفريق منجما لاستكشاف اللاعبين الموهبين إذا تخرج منه عديد اللاعبين الذين لعبوا لفرق كبيرة بتونس أو خارج تونس مثل الترجي الرياضي التونسي والنادي الأفريقي والنادي الصفاقسي على غرار المدرب سعيد السايبي واللاعبين وسامح الدربالي ومنعم الدربالي وزياد الدربالي وحمودة المعمري.

## أعلام
- لطفي السايبي: خبير في الاستشارات القيادية
- سامح الدربالي: لاعب كرة قدم
- زياد الدربالي: لاعب كرة قدم
- عصام البرهومي: لاعب فنون قتالية

### مواضيع ذات علاقة
- ولاية سيدي بوزيد